# 三十三間山
三十三間山（さんじゅうさんげんざん）は、福井県三方上中郡若狭町と滋賀県高島市との境にある山塊である。福井・滋賀両県の県境に位置し、山域の一部は福井県三方郡美浜町にも跨る。北川の源流であり、山頂には一等三角点が所在する。

## 歴史
昔からの里山で、群生するスゲから蓑作り、アブラギリから桐油の採取、炭焼きというように、麓集落の倉見などで利用されてきた。
古くは麓の集落名称から「倉見岳」、また天満神社の背後にある山であることから「天神山」とも呼ばれていた。山名の由来については、現在の京都府京都市にある三十三間堂の創建時に、その棟木を山中から切り出したという伝説があり、以降「三十三間山」と呼ばれるようになったとされている。ほかにも、麓に住吉僧坊が三十三間あったとか、三十三番の草競馬が行われていたなど、所説ある。
主尾根の手前に「国家安全 悪風退散」などの文字が刻まれた風神（かざかみ）の石塔がある。天保3年(1832年)に建立され、山から吹き下ろす強風の被害を鎮めるために風神大明神を祀ったものという。

## 登山
若狭町の倉見集落からのコースが一般的であり、山頂までは約2時間である。集落の南端に登山口駐車場があり、トイレも設置されている。国道27号から駐車場までは自動車のみのアクセスとなるが、西日本旅客鉄道（JR西日本）小浜線の十村駅から徒歩で向かう方法もある（この場合の行程は約40分）。
登山口から川・沢沿いの道を行くと「最後の水場」を通過後、スギ・アカマツの林を通る。「夫婦松展望台」では、三方五湖をはじめ若狭町の光景を眺めることができる。山頂手前には「芝生広場」があり、ここでは若狭湾や琵琶湖の眺望が広がる。尾根に出るまでは急坂が続くコースとなっている。

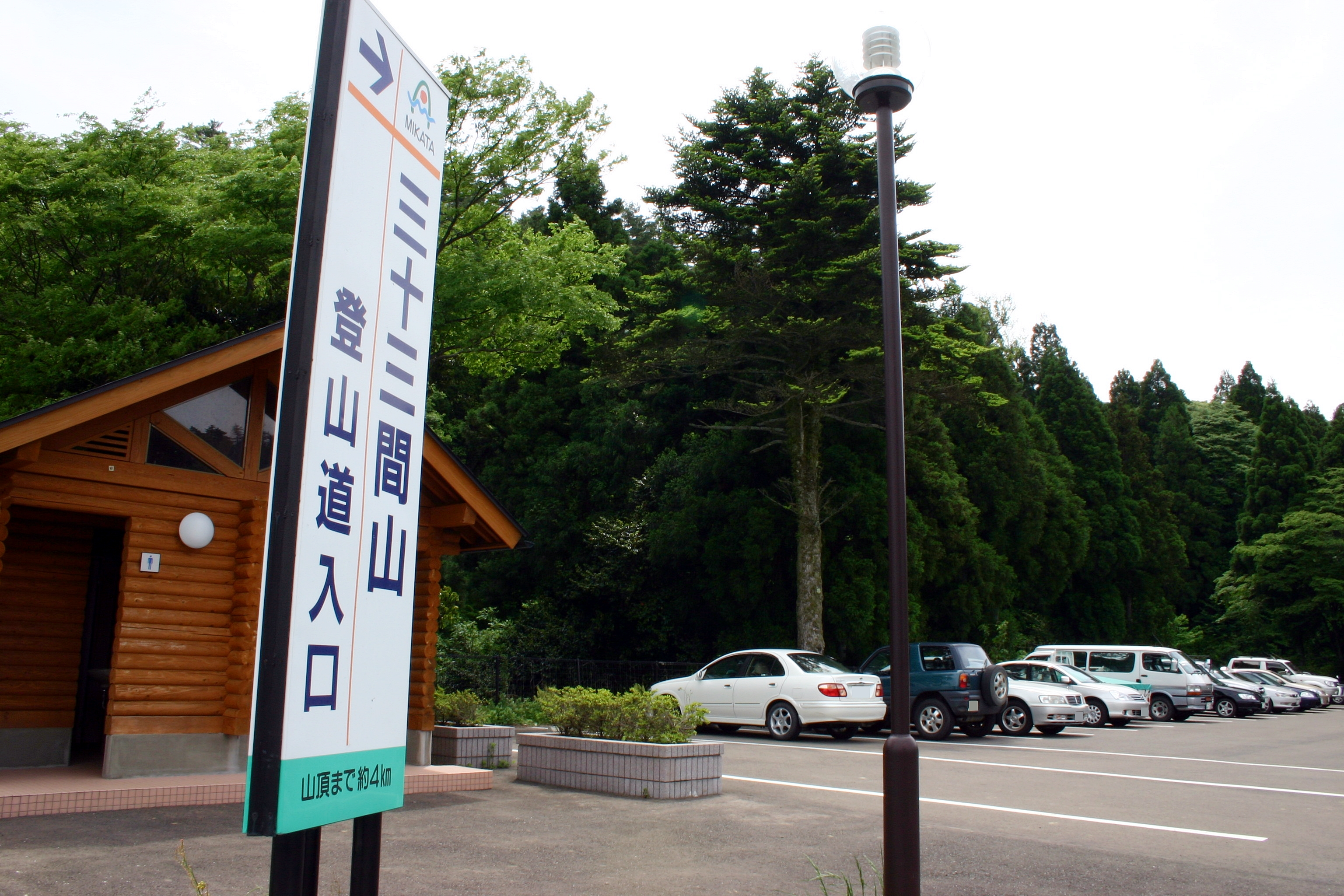
登山口駐車場
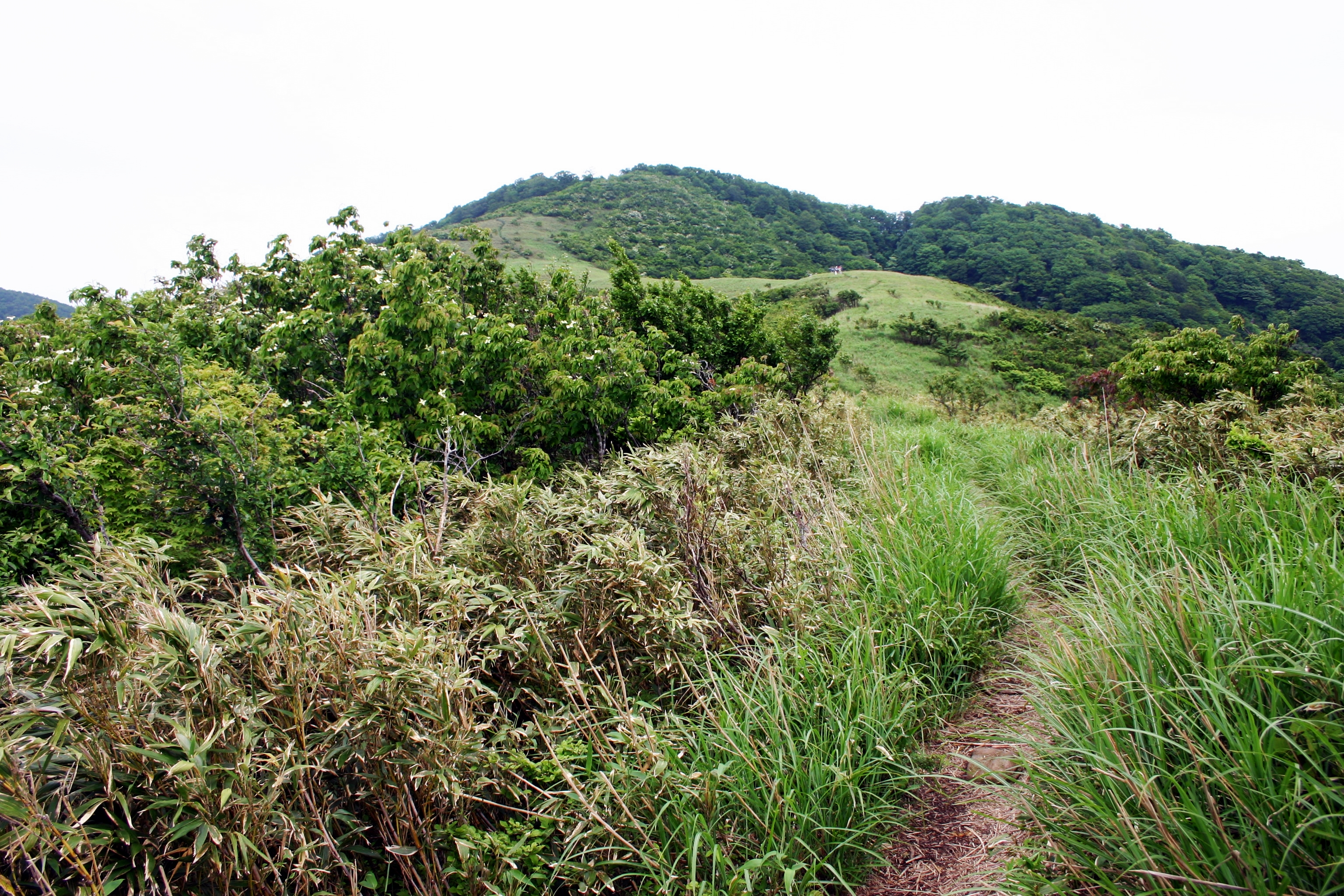
主尾根の段丘状地形
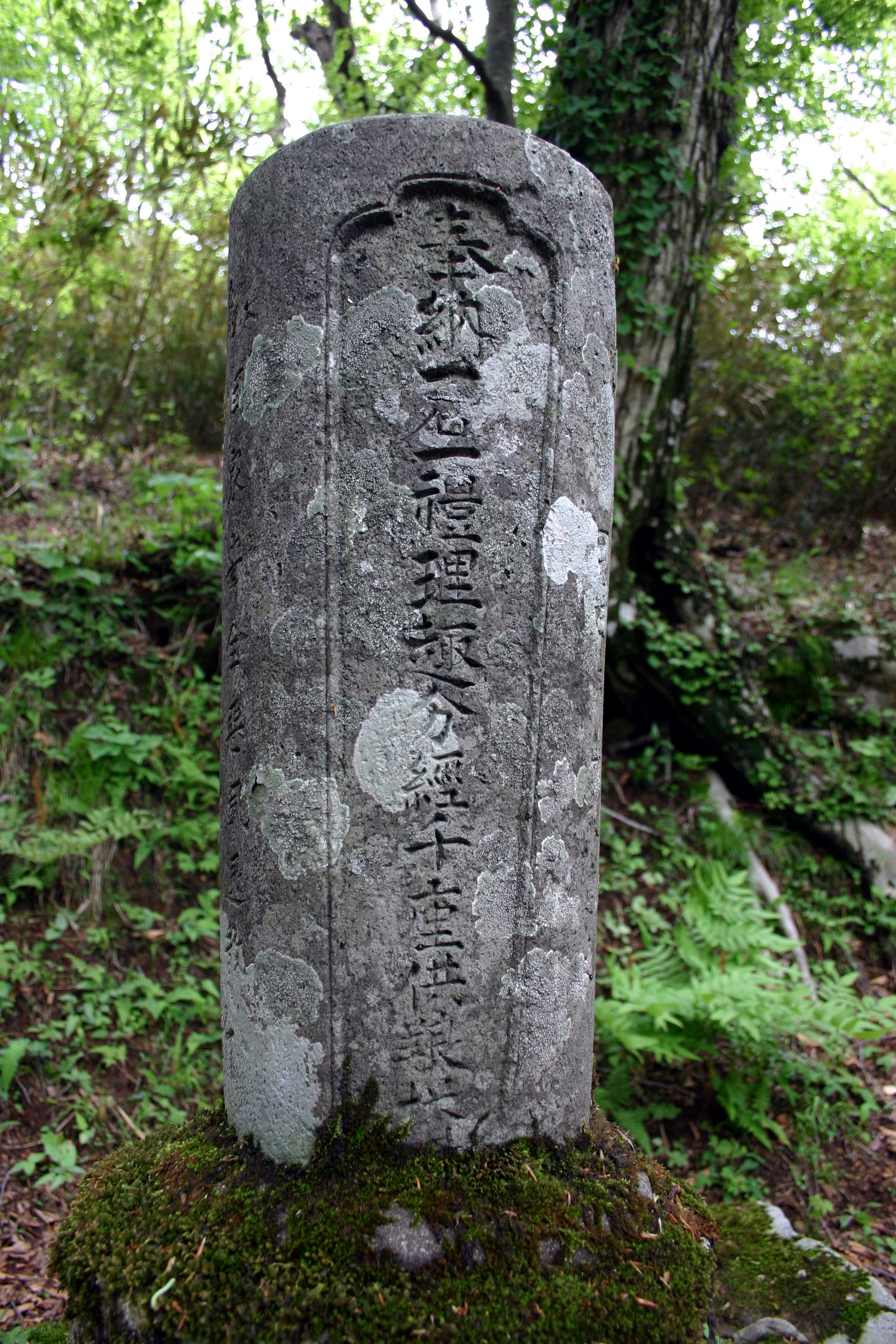
風神の石塔
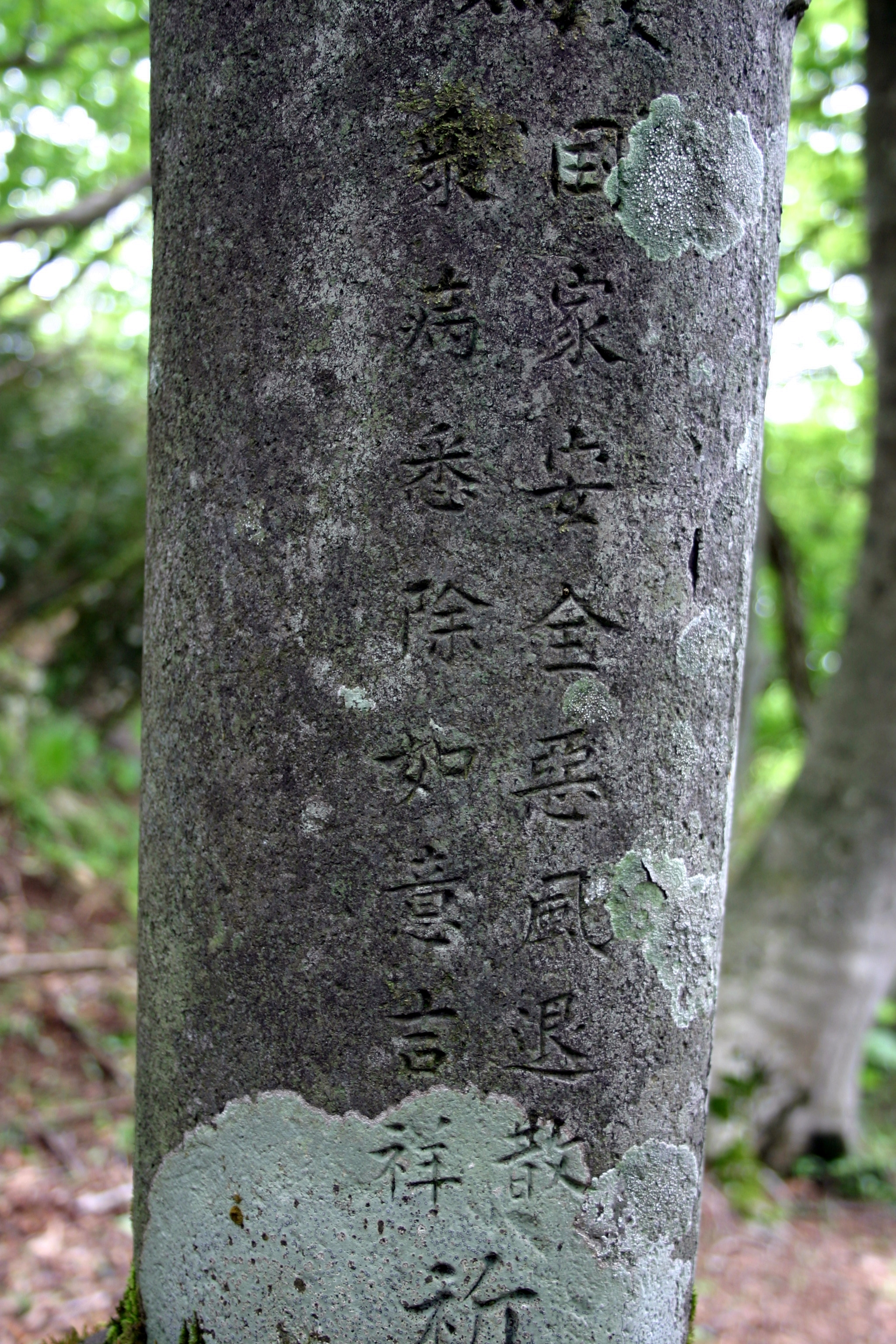
「国家安全　悪風退散」の文字が見える

## 地質
砂岩や頁岩類が主で露出する風化岩は、千枚岩化している。平原上には砂岩の転石がある。

## 開発計画
東京都港区に本社を置くジャパンウィンドエンジニアリングは、三十三間山の尾根付近に風力発電の風車を最大17基設置する計画を公表。2022年（令和4年）、同社は計画に基づく環境アセスメントの第1段階となる「計画段階環境配慮書」を経済産業省などに提出した。
これに対し、高島市長（当時）の福井正明は計画に賛成できないとする意見書を滋賀県知事（当時）の三日月大造に提出した。三日月はこの意見を基に、三十三間山での風力発電計画は調査内容が十分でない可能性があり、多様な植生の喪失などが懸念されるとし、ジャパンウィンドエンジニアリングに実効性のある対策などを求めた。